# Place Princesse Élisabeth
Pour les articles homonymes, voir Élisabeth et Princesse Élisabeth.
La place Princesse Élisabeth (en néerlandais : Prinses Elisabethplein) est une place bruxelloise de la commune de Schaerbeek où aboutissent six artères différentes :
1. avenue Princesse Élisabeth
2. avenue Monplaisir
3. avenue Georges Rodenbach
4. avenue Colonel Picquart
5. avenue Huart Hamoir
6. avenue Émile Zola

La numérotation des habitations va de 1 à 44 dans le sens des aiguilles d'une montre.
La place porte le nom de la troisième reine des Belges, Élisabeth de Belgique, épouse d'Albert Ier, née en Allemagne à Possenhofen le 25 juillet 1876 et décédée à Bruxelles au château du Stuyvenberg le 23 novembre 1965. Elle s'appelait précédemment place Nationale.

## Adresse notable
- Gare de Schaerbeek, monument classé par arrêté royal le 10 novembre 1994
- Train World (musée des chemins de fer belges)